# Каддо (округ)
Округ Каддо (англ. Caddo County) располагается в штате Оклахома, США. Официально образован в 1901 году. По состоянию на 2012 год, численность населения составляла 29 678 человек.

## География
По данным Бюро переписи США, общая площадь округа равняется 3342 км2, из которых 3311 км2 суша и 31 км2 или 0,930 % это водоёмы.

## Население
По данным переписи населения 2000 года в округе проживает 30 150 жителей в составе 10 957 домашних хозяйств и 7 965 семей. Плотность населения составляет 9,00 человек на км2. На территории округа насчитывается 13 096 жилых строений, при плотности застройки около 4,00-х строений на км2. Расовый состав населения: белые — 65,55 %, афроамериканцы — 2,92 %, коренные американцы (индейцы) — 24,28 %, азиаты — 0,17 %, гавайцы — 0,02 %, представители других рас — 2,70 %, представители двух или более рас — 4,36 %. Испаноязычные составляли 6,28 % населения независимо от расы.
В составе 33,30 % из общего числа домашних хозяйств проживают дети в возрасте до 18 лет, 55,20 % домашних хозяйств представляют собой супружеские пары проживающие вместе, 13,00 % домашних хозяйств представляют собой одиноких женщин без супруга, 27,30 % домашних хозяйств не имеют отношения к семьям, 24,80 % домашних хозяйств состоят из одного человека, 12,50 % домашних хозяйств состоят из престарелых (65 лет и старше), проживающих в одиночестве. Средний размер домашнего хозяйства составляет 2,62 человека, и средний размер семьи 3,13 человека.
женщин приходится 98,60 мужчин. На каждые 100 женщин старше 18 лет приходится 96,00 мужчин.
Средний доход на USD, на семью — 32 118 USD. Среднестатистический заработок мужчины был 26 373 USD против 18 658 USD для женщины. USD. Около 16,70 % семей и 21,70 % общего населения находились ниже черты бедности, в том числе — 28,00 % молодёжи (тех, кому ещё не исполнилось 18 лет) и 15,90 % тех, кому было уже больше 65 лет.